# Fantasy (Soulband)
Fantasy war eine amerikanische Disco- und Soulband, die in den 1980er Jahren einige Hits in den Billboard R&B- und Dance-Charts hatte. Den größten Erfolg hatte das Quartett 1980 mit der Single You’re Too Late.

## Bandgeschichte
Die Band wurde 1980 von Tony Valor zusammengestellt und produziert. Sie bestand ursprünglich aus zwei Frauen und zwei Männern, den Sängerinnen Carolyn Edwards und Tamm E. Hunt sowie den Sängern Ken Roberson und Rufus Jackson. Den größten Hit hatte Fantasy bereits mit der Debütsingle You’re Too Late, die im Dezember 1980 in die Billboard Dance-Charts einstieg und bis auf die Spitzenposition kletterte. In den Billboard R&B-Charts kam das Lied im Februar 1981 bis auf Platz 28. (Hey Who’s Gotta) Funky Song, die zweite Auskopplung vom nach der Band benannten Debütalbum, erreichte im Juni des Jahres Platz 51 der R&B-Charts.
Das Album Sex and Material Possessions folgte 1982. Das darauf enthaltene Lied Hold on Tight platzierte sich im März in den Dance-Charts und kam auf Platz 35. Kritiker bezeichneten Fantasys Musik als „stimmlich schwach“ und „mehr Pop als Soul“. Weitere Dance-Hits sind Live the Life I Love aus dem Jahr 1983 und He’s Number One vom gleichnamigen Album aus dem Jahr 1985, das jedoch erst 1994 veröffentlicht wurde. Im Juni 1990 erschien das Album The Best of Fantasy: You’re Too Late mit den bei Pavillion erschienenen Hits.
In den frühen 2000er Jahren belebte Valor Fantasy neu. 2002 entstand ein zweites nach der Band benanntes Album, das 2003 bei seinem Label TVI Records veröffentlicht wurde. Die neue Formation hatte allerdings wenig Gemeinsamkeiten mit der Originalband, denn sie bestand aus mehreren jungen Damen: Dee, Janette, Mia und Misty. Musikalisch bot die Neuauflage, die wieder von Valor produziert wurde, Eurodance bzw. -trance. 2003 erschien die Single Again, ein Jahr danach folgte Hot Shot.

## Diskografie

### Alben
- 1981: Fantasy (Pavillion 37151)
- 1982: Sex and Material Possessions (Pavillion 37945)
- 1985: He’s Number One (erst 1994 veröffentlicht; TVI Records & Filmworks / Hot Productions 6679)
- 1990: The Best of Fantasy: You’re Too Late (Kompilation; TVI Records & Filmworks / Hot Productions 89; VÖ: 27. Juni)
- 2003: Fantasy (TVI Records & Filmworks 3120)

### Singles
| Jahr | Titel Album                                | Höchstplatzierung, Gesamtwochen, AuszeichnungChartplatzierungen (Jahr, Titel, Album, Platzierungen, Wochen, Auszeichnungen, Anmerkungen) | Höchstplatzierung, Gesamtwochen, AuszeichnungChartplatzierungen (Jahr, Titel, Album, Platzierungen, Wochen, Auszeichnungen, Anmerkungen) | Anmerkungen                                                                                 |
| Jahr | Titel Album                                | R&B | Dance | Anmerkungen                                                                                 |
| ---- | ------------------------------------------ | --- | --- | ------------------------------------------------------------------------------------------- |
| 1980 | You’re Too Late Fantasy                    | R&B28 (13 Wo.)R&B | Dance1 (38 Wo.)Dance | Erstveröffentlichung: Dezember 1980 Autor: Tony Valor                                       |
| 1981 | (Hey Who’s Gotta) Funky Song Fantasy       | R&B51 (11 Wo.)R&B | — | Erstveröffentlichung: Mai 1981 Autor: Tony Valor                                            |
| 1982 | Hold on Tight Sex and Material Possessions | — | Dance35 (8 Wo.)Dance | Erstveröffentlichung: Februar 1982 Autor: Tony Valor                                        |
| 1983 | Live the Life I Love He’s Number One       | — | Dance41 (7 Wo.)Dance | Erstveröffentlichung: Mai 1983 Autoren: Orin und Roger Canterbury, Bill Wheeler, Tony Valor |
| 1986 | He’s Number One                            | — | Dance37 (5 Wo.)Dance | Erstveröffentlichung: März 1986 Autoren: Luigi Venegoni, Tony Valor                         |

Weitere Singles
- 1981: Too Much Too Soon
- 1981: (Hey Who’s Gotta) Funky Song
- 1982: There Can Never Be Another You (VÖ: Juni)
- 1984: I Got Your Number
- 2003: Again
- 2004: Hot Shot